# 大衡村立大衡小学校
大衡村立大衡小学校（おおひらそんりつ おおひらしょうがっこう）は、宮城県黒川郡大衡村大衡字平林にある公立小学校。

## 沿革
- 1974年（昭和49年）4月 - 統合小学校として開校[1]

## 通学区域と進学先中学校
出典

### 通学区域
- 大衡村全域

### 進学先中学校
公立中学校に進学する場合
- 大衡村立大衡中学校

## 周辺
大衡村中心部に位地する
- 大衡村学校給食センター - 同一敷地内
- 大衡村児童館 - 大衡村道をはさんで、校地南側に隣接。
- 大衡村多目的施設図書室 - 大衡村道をはさんで、校地西側に隣接。
- 大衡村社会福祉協議会地域活動支援センター - 校地北側に隣接。
- 大衡村屋内運動場 - 校地北東側に隣接。
- 大衡村公民館（万葉研修センター）
- 大衡村役場
- 大衡村役場前郵便局
- 大衡村社会福祉センター
- 社会福祉法人三矢会おおひら万葉こども園 - 進学前こども園
- 昭和万葉の森
- ふるさと美術館
- 八幡神社
- 大衡城
- このほか、中小規模の公園も点在。

## アクセス
学校正門まで
- 宮城交通「三本木線」（路線バス）・「仙台大衡線」（高速バス・起終点停留所）で、「大衡村役場前」停留所から、徒歩約290m・約4分。
- 大衡村デマンド型交通で、「大衡村多目的施設」停留所下車後、徒歩約160m・約2分。
  - 正門から停留所まで、直線距離は約60mほどだが、横断歩道設置箇所と多目的施設への通路の関係で、やや遠廻りとなる。また、『大衡村デマンド型交通』は予約制となる。